# Нібо (Кентуккі)
Нібо (англ. Nebo) — місто (англ. city) в США, в окрузі Гопкінс штату Кентуккі. Населення — 211 особа (2020).

## Географія
Нібо розташоване за координатами 37°23′0″ пн. ш. 87°38′30″ зх. д. / 37.38333° пн. ш. 87.64167° зх. д. (37.383211, -87.641568).  За даними Бюро перепису населення США в 2010 році місто мало площу 0,64 км², уся площа — суходіл.

## Демографія
Згідно з переписом 2010 року, у місті мешкало 236 осіб у 83 домогосподарствах у складі 66 родин. Густота населення становила 368 осіб/км².  Було 93 помешкання (145/км²).
Расовий склад населення:
| - 99,2 % — білих - 0,4 % — чорних або афроамериканців |

До двох чи більше рас належало 0,4 %. Частка іспаномовних становила 1,7 % від усіх жителів.
За віковим діапазоном населення розподілялося таким чином: 29,2 % — особи молодші 18 років, 57,2 % — особи у віці 18—64 років, 13,6 % — особи у віці 65 років та старші. Медіана віку мешканця становила 33,0 року. На 100 осіб жіночої статі у місті припадало 107,0 чоловіків;  на 100 жінок у віці від 18 років та старших — 103,7 чоловіків також старших 18 років.
Середній дохід на одне домашнє господарство  становив 56 430 доларів США (медіана — 48 750), а середній дохід на одну сім'ю — 59 494 долари (медіана — 53 750). За межею бідності перебувало 17,4 % осіб, у тому числі 34,9 % дітей у віці до 18 років та 21,4 % осіб у віці 65 років та старших.
Цивільне працевлаштоване населення становило 67 осіб. Основні галузі зайнятості: сільське господарство, лісництво, риболовля — 22,4 %, освіта, охорона здоров'я та соціальна допомога — 19,4 %, виробництво — 14,9 %, публічна адміністрація — 11,9 %.